# ساعت نجومی

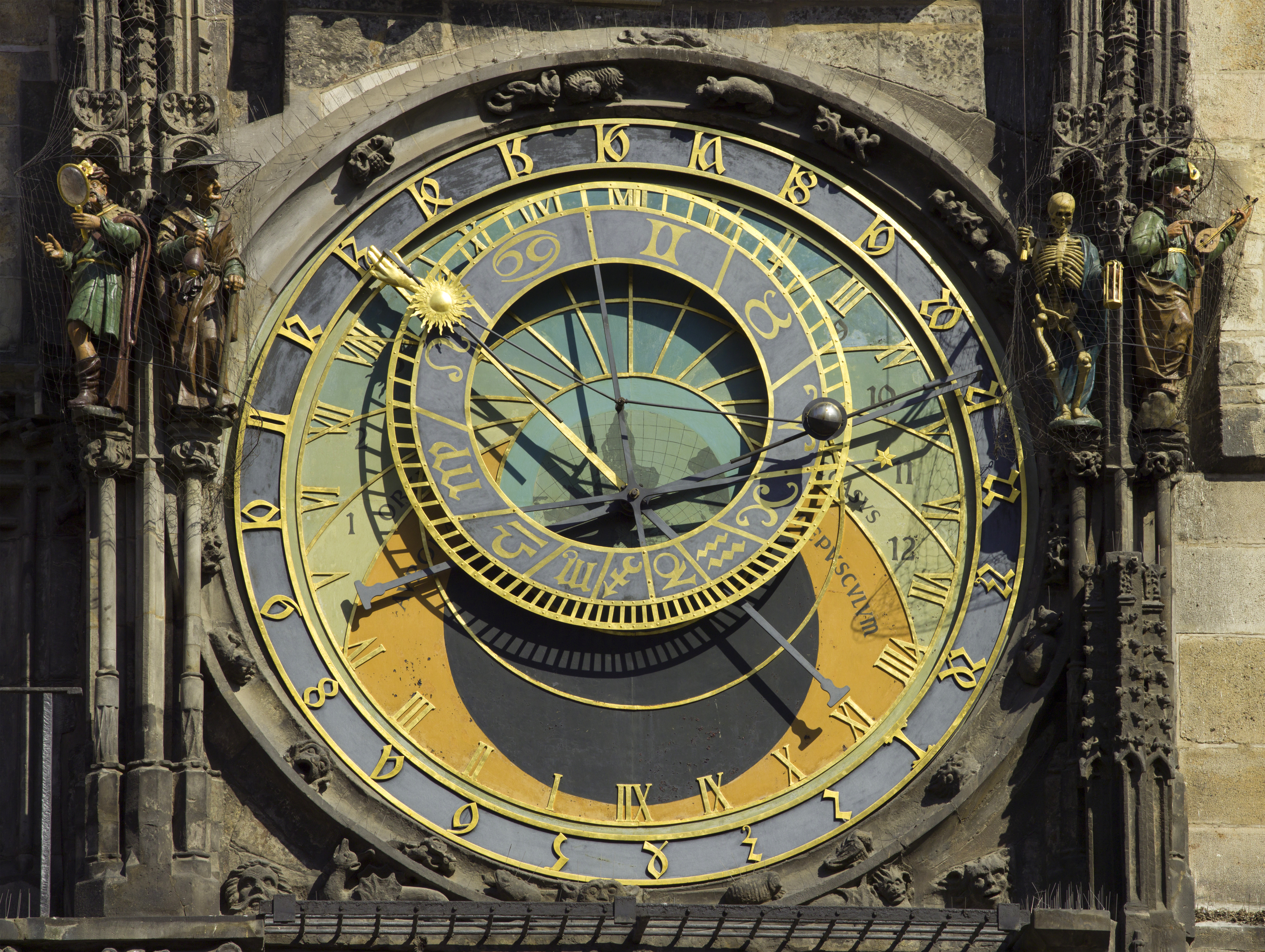

یک ساعت نجومی یک ساعت با مکانیسمهای خاص و صفحات مدرج است و برای نشان دادن اطلاعات نجومی از جمله موقعیت‌های نسبی خورشید، ماه، صورت‌های فلکی منطقةالبروج، و گاهی سیارات بزرگ استفاده می‌شود.
نوع دیگری از ساعت نجومی وجود دارد که در اصل رله ساعت نجومی است و به اختصار به آن ساعت نجومی گویند. این رله عملاً به جای رله فتوسل استفاده می‌شود با این تفاوت که نیازی به نور محیط ندارد و با استفاده از مختصات جغرافیایی و فرمولهای تعیین موقعیت خورشید (فرمولهای نجومی) غروب و طلوع خورشید را محاسبه کرده و در غروب آفتاب رله را وصل و در طلوع آفتاب رله را قطع می‌کند. این وسیله به خصوص برای کاهش مصرف برق برای معابر استفاده دارد